# Yamato Gunkei
 Yamato Gunkei  er en hønserace, der stammer fra Japan.
Hanen vejer 1,8-2,5 kg og hønen vejer 1,5-2 kg. De lægger brune eller cremefarvede æg à 35-40 gram. Racen findes ikke i dværgform.

## Farvevariationer
- Guldsort hvedefarvet